# Ipetí
Ipetí, ook Ipetí Kuna, is een plaats (lugar poblado) in de gemeente (distrito) Chepo (provincie Panamá) in Panama. In 2010 was het inwoneraantal 700.